# USL Championship 2023
La USL Championship 2023 è stata la tredicesima edizione della seconda divisione del campionato statunitense di calcio. È stata vinta dal Phoenix Rising in finale per 3 - 2 ai calci di rigore contro Charleston Battery.
In questa stagione, rispetto alla scorsa, hanno abbandonato i club affiliati alle squadre MLS dell’Atlanta United 2, del LA Galaxy II e del New York Red Bulls II che si sono unite alla neonata lega MLS Next Pro, riservata alle seconde squadre, o affiliate, dei club di MLS.

## Formula
Come la scorse stagioni le squadre sono suddivise in due Conference, la Eastern e la Western e ogni club si affronta due volte, una volta in casa e una fuori, ogni altro club appartenente alla propria conference. 
Le prime 8 classificate di ogni conference parteciperanno ai playoffs, con la vincente di ogni conference che salterà il primo turno accedendo direttamente al secondo.

## Squadre partecipanti
| Club                         | Città            | Stato            | Girone  | Stadio                                         | Capienza | Anno | Affiliazione MLS |
| ---------------------------- | ---------------- | ---------------- | ------- | ---------------------------------------------- | -------- | ---- | ---------------- |
| Birmingham Legion            | Birmingham       | Alabama          | Eastern | Protective Stadium                             | 47.100   | 2019 |                  |
| Charleston Battery           | Charleston       | Carolina del Sud | Eastern | Patriots Point Soccer Complex (Mount Pleasant) | 3.900    | 2011 |                  |
| Colorado Springs Switchbacks | Colorado Springs | Colorado         | Western | Weidner Field                                  | 8.000    | 2015 |                  |
| Detroit City                 | Detroit          | Michigan         | Eastern | Keyworth Stadium (Hamtramck)                   | 7.933    | 2022 |                  |
| El Paso Locomotive           | El Paso          | Texas            | Western | Southwest University Park                      | 9.500    | 2019 |                  |
| Hartford Athletic            | Hartford         | Connecticut      | Eastern | Dillon Stadium                                 | 5.500    | 2019 |                  |
| Indy Eleven                  | Indianapolis     | Indiana          | Eastern | Michael A. Carroll Track & Soccer Stadium      | 12.000   | 2018 |                  |
| Las Vegas Lights             | Las Vegas        | Nevada           | Western | Cashman Field                                  | 9.334    | 2018 | Los Angeles FC   |
| Loudoun Utd                  | Leesburg         | Virginia         | Eastern | Segra Field                                    | 5.000    | 2019 | D.C. United      |
| Louisville City              | Louisville       | Kentucky         | Eastern | Lynn Family Stadium                            | 15.304   | 2015 |                  |
| Memphis 901                  | Memphis          | Tennessee        | Eastern | AutoZone Park                                  | 10.000   | 2019 |                  |
| Miami FC                     | Miami            | Florida          | Eastern | Riccardo Silva Stadium                         | 20.000   | 2020 |                  |
| Monterey Bay                 | Monterey         | California       | Western | Cardinale Stadium (Seaside)                    | 6.000    | 2022 |                  |
| New Mexico Utd               | Albuquerque      | Nuovo Messico    | Western | Rio Grande Credit Union Field at Isotopes Park | 13.500   | 2019 |                  |
| Oakland Roots                | Oakland          | California       | Western | Laney College Football Stadium                 | 5.500    | 2021 |                  |
| Orange County                | Irvine           | California       | Western | Championship Soccer Stadium                    | 5.000    | 2011 |                  |
| Phoenix Rising               | Phoenix          | Arizona          | Western | Wild Horse Pass Stadium (Chandler)             | 10.000   | 2014 |                  |
| Pittsburgh Riverhounds       | Pittsburgh       | Pennsylvania     | Eastern | Highmark Stadium                               | 5.000    | 2011 |                  |
| Rio Grande Valley            | Edinburg         | Texas            | Western | H-E-B Park                                     | 9.400    | 2016 |                  |
| Sacramento Republic          | Sacramento       | California       | Western | Heart Health Park                              | 11.569   | 2014 |                  |
| San Antonio FC               | San Antonio      | Texas            | Western | Toyota Field                                   | 8.296    | 2016 |                  |
| San Diego Loyal              | San Diego        | California       | Western | Torero Stadium                                 | 8.000    | 2020 |                  |
| Tampa Bay Rowdies            | Tampa            | Florida          | Eastern | Al Lang Stadium (St. Petersburg)               | 7.227    | 2017 |                  |
| FC Tulsa                     | Tulsa            | Oklahoma         | Eastern | ONEOK Field                                    | 7.833    | 2015 |                  |

## Classifiche regular season

### East Conference
|  | Pos. | Squadra                | Pt | G  | V  | N  | P  | GF | GS | DR  |
|  | ---- | ---------------------- | -- | -- | -- | -- | -- | -- | -- | --- |
|  | 1.   | Pittsburgh Riverhounds | 67 | 34 | 19 | 10 | 5  | 50 | 29 | +21 |
|  | 2.   | Tampa Bay Rowdies      | 63 | 34 | 19 | 6  | 9  | 60 | 39 | +21 |
|  | 3.   | Charleston Battery     | 59 | 34 | 17 | 8  | 9  | 47 | 43 | +4  |
|  | 4.   | Memphis 901            | 52 | 34 | 14 | 10 | 10 | 59 | 53 | +6  |
|  | 5.   | Louisville City        | 50 | 34 | 14 | 8  | 12 | 41 | 44 | -3  |
|  | 6.   | Indy Eleven            | 49 | 34 | 13 | 10 | 11 | 46 | 38 | +8  |
|  | 7.   | Birmingham Legion      | 46 | 34 | 14 | 4  | 16 | 44 | 53 | -9  |
|  | 8.   | Detroit City           | 41 | 34 | 11 | 8  | 15 | 30 | 39 | -9  |
|  | 9.   | Miami FC               | 41 | 34 | 11 | 8  | 15 | 43 | 44 | -1  |
|  | 10.  | FC Tulsa               | 39 | 34 | 10 | 9  | 15 | 43 | 55 | -12 |
|  | 11.  | Loudoun Utd            | 25 | 34 | 7  | 4  | 23 | 36 | 61 | -25 |
|  | 12.  | Hartford Athletic      | 18 | 34 | 4  | 6  | 24 | 40 | 79 | -39 |

Legenda:
      Ammesse ai quarti di finale di Conference.
Note:
Tre punti per la vittoria, uno per il pareggio, zero per la sconfitta.

### West Conference
|  | Pos. | Squadra                      | Pt | G  | V  | N  | P  | GF | GS | DR  |
|  | ---- | ---------------------------- | -- | -- | -- | -- | -- | -- | -- | --- |
|  | 1.   | Sacramento Republic          | 64 | 34 | 18 | 10 | 6  | 51 | 26 | +25 |
|  | 2.   | Orange County                | 57 | 34 | 17 | 6  | 11 | 46 | 39 | +7  |
|  | 3.   | San Diego Loyal              | 57 | 34 | 16 | 9  | 9  | 61 | 43 | +18 |
|  | 4.   | San Antonio FC               | 56 | 34 | 14 | 14 | 6  | 63 | 38 | +25 |
|  | 5.   | Colorado Springs Switchbacks | 53 | 34 | 16 | 5  | 13 | 49 | 42 | +7  |
|  | 6.   | Phoenix Rising               | 48 | 34 | 12 | 12 | 10 | 54 | 41 | +13 |
|  | 7.   | El Paso Locomotive           | 47 | 34 | 13 | 8  | 13 | 41 | 51 | -10 |
|  | 8.   | New Mexico Utd               | 46 | 34 | 13 | 7  | 14 | 51 | 49 | +2  |
|  | 9.   | Rio Grande Valley            | 43 | 34 | 10 | 13 | 11 | 43 | 48 | -5  |
|  | 10.  | Oakland Roots                | 42 | 34 | 11 | 9  | 14 | 45 | 48 | -3  |
|  | 11.  | Monterey Bay                 | 41 | 34 | 11 | 8  | 15 | 42 | 53 | -11 |
|  | 12.  | Las Vegas Lights             | 19 | 34 | 3  | 10 | 21 | 36 | 66 | -30 |

Legenda:
      Ammesse ai quarti di finale di Conference.
Note:
Tre punti per la vittoria, uno per il pareggio, zero per la sconfitta.

## Play-off

### Quarti di Finale di Conference
| Squadra 1                         | Risultato                | Squadra 2                    |
| --------------------------------- | ------------------------ | ---------------------------- |
| East Conference - 21 ottobre 2023 |                          |                              |
| Memphis 901                       | 1 - 1 d.t.s (4-5 d.c.r.) | Louisville City              |
| Pittsburgh Riverhounds            | 0 - 1                    | Detroit City                 |
| Tampa Bay Rowdies                 | 0 - 3                    | Birmingham Legion            |
| West Conference - 21 ottobre 2023 |                          |                              |
| San Antonio FC                    | 1 - 0                    | Colorado Springs Switchbacks |
| Sacramento Republic               | 1 - 0                    | New Mexico Utd               |
| Orange County                     | 1 - 0                    | El Paso Locomotive           |
| East Conference - 22 ottobre 2023 |                          |                              |
| Charleston Battery                | 5 - 0                    | Indy Eleven                  |
| West Conference - 22 ottobre 2023 |                          |                              |
| San Diego Loyal                   | 3 - 4 d.t.s              | Phoenix Rising               |

### Semifinali di Conference
| Squadra 1                         | Risultato   | Squadra 2         |
| --------------------------------- | ----------- | ----------------- |
| West Conference - 27 ottobre 2023 |             |                   |
| Sacramento Republic               | 3 - 1       | San Antonio FC    |
| East Conference - 28 ottobre 2023 |             |                   |
| Charleston Battery                | 2 - 1       | Birmingham Legion |
| Louisville City                   | 4 - 0       | Detroit City      |
| West Conference - 28 ottobre 2023 |             |                   |
| Orange County                     | 1 - 2 d.t.s | Phoenix Rising    |

### Finali di Conference
| Squadra 1                         | Risultato | Squadra 2       |
| --------------------------------- | --------- | --------------- |
| East Conference - 4 novembre 2023 |           |                 |
| Charleston Battery                | 2 - 1     | Louisville City |
| West Conference - 4 novembre 2023 |           |                 |
| Sacramento Republic               | 1 - 2     | Phoenix Rising  |

### Finale
| Arbitro: | Elton García |

| |                      | |
| Markanich 36’ | Marcatori            | 90’ Stenberg |
| Paterson Williams Archer Allan Dodson | Tiri di rigore 2 – 3 | Cuello Krutzen Zambrano Gallardo Arteaga |
| · Muse · Dodson · Segbers · Archer · Palma · Allan · 63’Trager · Ycaza · 89’ Rodriguez · Markanich · 90+7’ Williams · 63’ 72’ Avila · 89’ Crawford · 119’ Paterson | Formazioni           | · Ríos Novo · Traore 11’ · Stenberg 90’ · Fuenmayor 73’ · King 58’ · Munjoma 83’ · Hernández 58’ · Harvey 72’ · Formella 71’ · Armenakas 71’ · Trejo · Gallardo 58’ · Zambrano 58’ 115’ · Arteaga 71’ · Cuello 71’ 80’ · Uzochukwu 83’ · Krutzen 90’ |
| Ben Pirmann | Allenatori           | Juan Guerra |